# هانز فونك
هانز فونك (بالإنجليزية: Hans Vonk)‏ (مواليد 30 يناير 1970) هو لاعب كرة قدم. يلعب مع منتخب جنوب أفريقيا لكرة القدم. سبق له أن لعب في كأس العالم لكرة القدم مع منتخب بلاده.

## روابط خارجية
- هانز فونك على موقع قاعدة بيانات كرة القدم.إي يو (الإنجليزية)
- هانز فونك على موقع ناشيونال فوتبول تيمز (الإنجليزية)
- هانز فونك على موقع Soccerbase.com (لاعب) (الإنجليزية)